# Madden NFL 08
Madden NFL 08 är ett amerikanskt fotbollsspel baserat på NFL som publicerades av EA Sports och utvecklades av EA Tiburon. Det var den 19:e spelet i Madden NFL-datorspelets franchise. Den har den tidigare Tennessee Titans quarterback Vince Young på omslaget; San Diego Chargers defensiva slutet Luis Castillo var omslagsporter för spanskspråkig version. Detta var det första Madden-spelet som gjordes för 11 olika plattformar, det släpptes den 14 augusti 2007 för Xbox 360, Wii, PlayStation 3, PlayStation 2, Nintendo DS, PlayStation Portable, Xbox, GameCube och Microsoft Windows. Detta var den senaste versionen av Madden som släpptes för Microsoft Windows fram till Madden NFL 19, och Madden NFL 08 var också det sista datorspelet för Nintendo GameCube som producerades och släpptes i Nordamerika.